# Ptyssiglottis cyrtandroides
Ptyssiglottis cyrtandroides är en akantusväxtart som först beskrevs av Gustav Lindau, och fick sitt nu gällande namn av B. Hansen. Ptyssiglottis cyrtandroides ingår i släktet Ptyssiglottis och familjen akantusväxter. Inga underarter finns listade i Catalogue of Life.